# Les Sablons
Pour les articles homonymes, voir Sablons.
Pour la station du métro de Paris, voir Les Sablons (métro de Paris).
Le quartier des Sablons est un quartier de la ville du Mans de 10 000 habitants environ en 2020. Ce quartier est divisé en deux parties délimitées par le Boulevard Nicolas Cugnot. Les Sablons sont situés au Sud-Est du centre-ville, non loin du quartier Jean Jaurès et de Pontlieue.
Le quartier pourrait faire l'objet d'un renommage ; Jean-Claude Boulard, maire du Mans, (décédé en 2018) ayant soumis l'hypothèse du nom de Bords de l'Huisne plutôt que Sablons,. Le quartier répond à la définition d'habitats de grands ensembles, il ne compte pas moins de 21 tours s'élevant à plus de 40 mètres. La plus haute est la Tour Cristal, (copropriété privée) elle mesure quelque 58 mètres de hauteur et est composée de 18 étages et 169 logements.

## Géographie

### Situation
À cheval sur les secteurs est et sud-est de la ville, le quartier des Sablons est comptabilisé comme un quartier sud de la ville. Il est souvent assimilé au grand quartier sud de la ville, regroupant à lui seul tous les quartiers sensibles de cette partie de la cité. On lui adjoint souvent les quartiers de Vauguyon, du Ronceray et des Glonnières (les deux premiers classés ZUS et le troisième faisant l'objet d'un Contrat urbain de cohésion sociale) alors que ceux-là sont situés plus vers le sud, au sud-est très exactement. Ils sont séparés des Sablons par l'Huisne et la rocade au nord, sans oublier le quartier de Pontlieue.
| Sainte-Croix | Bollée/Gazonfier | Béner                             |
| Jean-Jaurès  | Les Sablons      | Rocade du Mans/Arche de la nature |
| Pontlieue    | La Calif'        | Abbaye de l'Epau/Changé           |

### Sous-quartiers
- L’Epau
- Newton
- Petit Louvre
- Sablonnière
- Sablons

### Voirie et transport

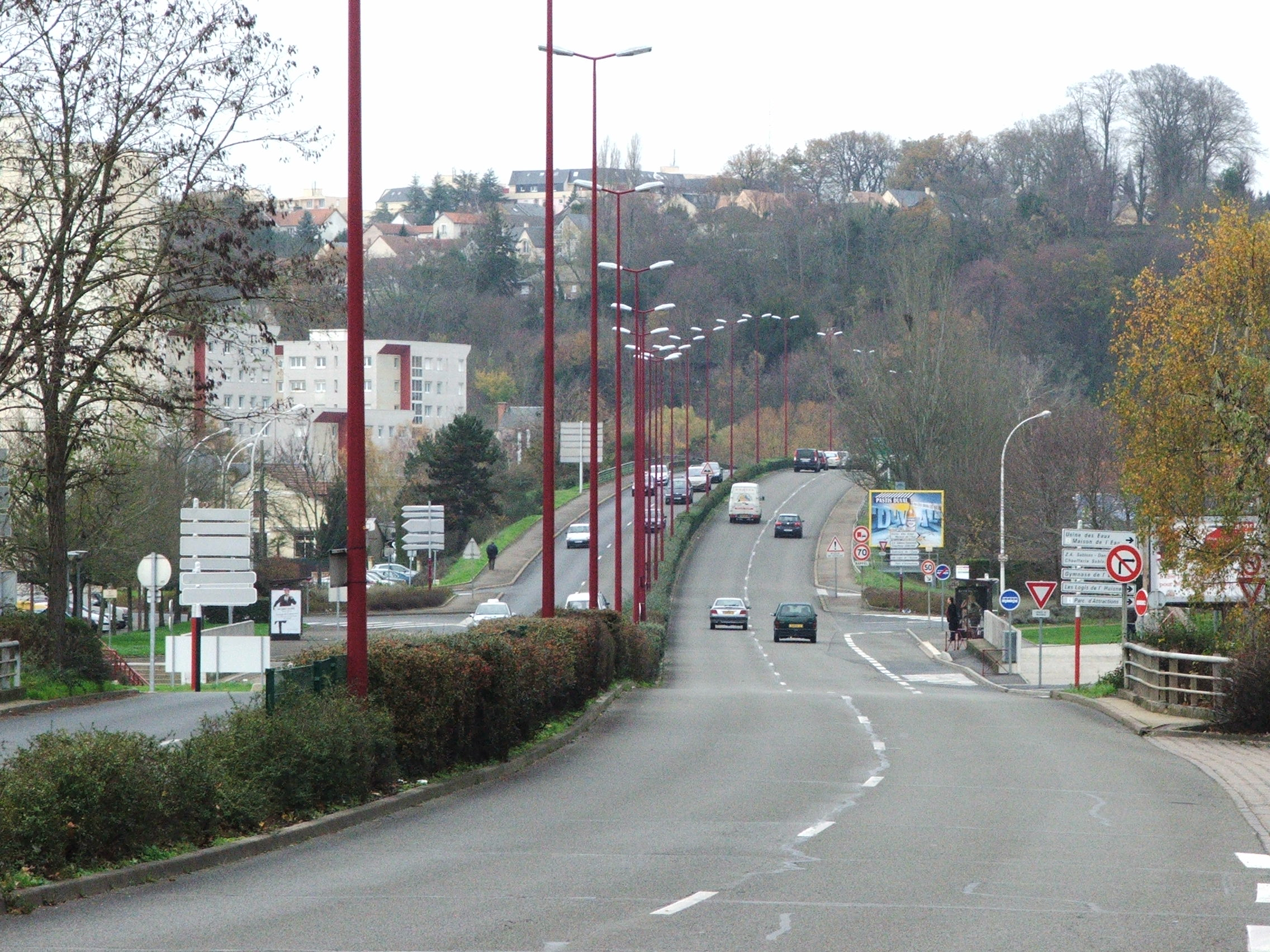
La rocade traversant les Sablons

- La deuxième ligne du tramway nommée T2, passe au cœur du quartier, empruntant les boulevards Winston Churchill et Robert Schuman. Elle quitte la première ligne Antarès-Université au nord de Pontlieue et du pont des Vendéens, pour rejoindre l'Espal et la Maison de l'eau en terminus. La seconde ligne complète trace une transversale nord-est/sud-est : elle se nomme Espal-Sablons/Bellevue. Elle permet de relier deux des quartiers sensibles de la ville à l'hypercentre.

- Le boulevard Nicolas Cugnot passe au sud du quartier, sur la rive gauche de l'Huisne, puis traverse cette même rivière à l'est du quartier. Il constitue une partie intérieure de la rocade du Mans. Ce boulevard, aussi nommé D314 permet dans le sens intérieur (inverse des aiguilles d'une montre) de rejoindre l'avenue Bollée, et dans le sens extérieur (sens des aiguilles d'une montre) de relier Pontlieue, et au-delà, l'ouest ainsi que le nord de la ville. La circulation s'y fait en 2X2 voies, il coupe le quartier en deux.

- Grâce à la proximité de l'arche de la nature, le quartier des Sablons a été le premier à bénéficier du Vel'Nature, le service de prêt de vélo instauré dans la ville. L'initiative ayant été concluante, le service de prêt doit être étendu aux différents quartiers, géré par les différentes maisons de quartier.

## Caractéristiques sociales

### Classement social

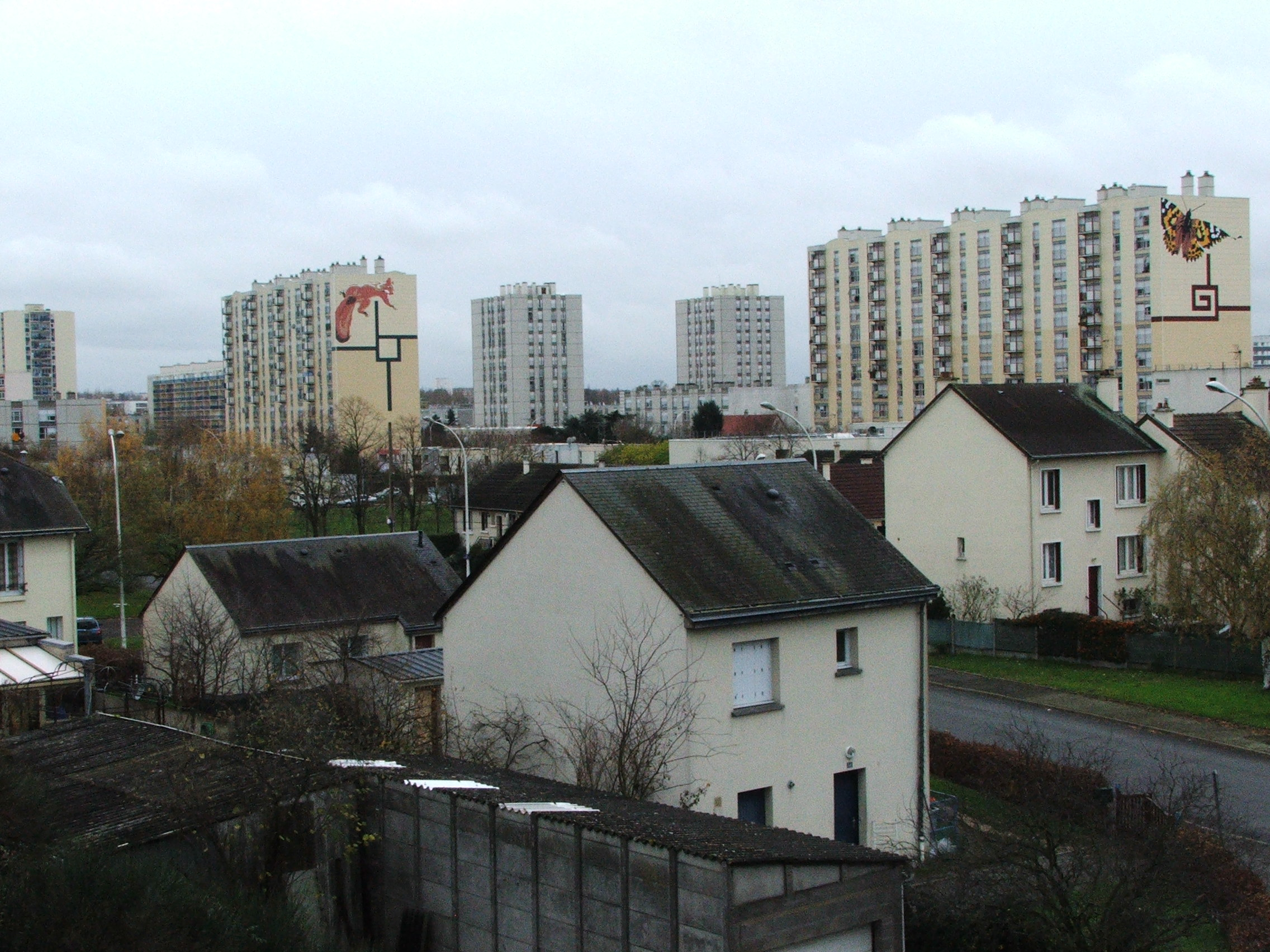
Au nord du Quartier

Le quartier est principalement constitué de multiples lotissements, soit de grandes barres HLM. À l'origine, l'investisseur principal a été la société Leroy-Haricot. Le quartier est une ZUP et a été créé après la seconde guerre mondiale en parallèle du quartier de Gazonfier à l'est. La majorité des immeubles les plus anciens subissent une grande étape de réhabilitation depuis juin 2009. Ce quartier est divisé en deux parties : Sablons 1 (vers St-Martin) et Sablons 2 (vers Espal). Le quartier offre une diversité architecturale avec de grandes tours qui côtoient des logements HLM de moindre importance et des pavillons individuels. Le quartier est desservi par le tramway et les bus. Le quartier est classé zone urbaine sensible, devenue quartier prioritaire et a été retenu en 2002 par le ministère de la Ville pour bénéficier d'un programme de rénovation urbaine. Le quartier regroupe de nombreuses communautés ethniques, avec principalement des immigrés d'origine marocaine, algérienne, turque et plus récemment guinéenne, sénégalaise, tchétchène et d'Europe de l'Est. 

### Le désenclavement

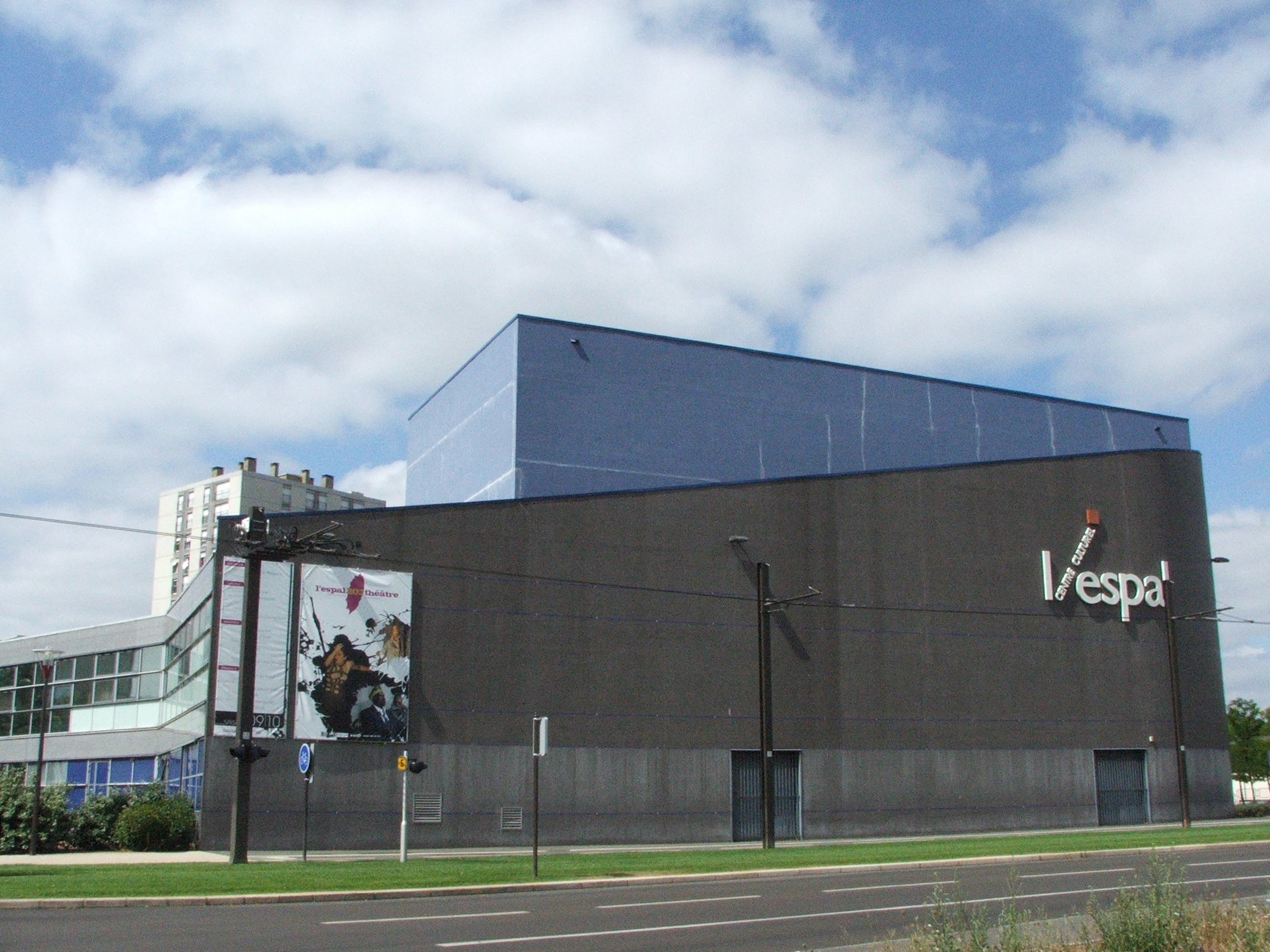
Théâtre de l'Espal

Le tramway a toujours été une priorité pour le quartier des Sablons. Dès les phases initiales de réflexion sur les lignes, au début des années 2000, la volonté de la mairie est de désenclaver un quartier. En ouvrant la branche vers l'Espal en 2007, la Setram a permis un accès plus facile au centre-ville pour les habitants. Dans l'autre sens, cela a permis de populariser le théâtre de l'Espal. Un an seulement après la mise en service du tramway, le théâtre dope ses fréquentations de près de 7,5 %. Ce théâtre créé en 1995 sert tout d'abord d'expérimentation de salle culturelle dotée d'un espace recherche avec une bibliothèque. En 2001, l'établissement prend un nouvel essor en devenant une scène conventionnée. La médiathèque de l'Espal devient la deuxième plus importante du réseau avec un catalogue filmographie important. Puis en 2009, lors de la destruction du théâtre municipal, la majeure partie des représentations prévues sont transférées à l'Espal. Jusqu'à la création du complexe culturel des Jacobins, l'Espal doit assumer seul la grande majorité du programme théâtral de la ville, une aubaine pour le quartier. Enfin, l'arrivée du Vel'Nature, en lien avec l'arche de la nature a permis aux habitants du quartier de davantage se déplacer non seulement dans les espaces verts alentour (forêts de l'arche de la nature par exemple), mais aussi de rallier la ville. La création du boulevard vert, doit passer par l'extrémité est du quartier pour permettre aux habitants de pouvoir faire la boucle verte.

## Population et société

### Développement socio-culturel

#### Sport
Le quartier dispose de plusieurs infrastructures sportives de qualité. D'abord, la piscine des Atlantides est la plus importante de la ville. D'une construction récente, elle se situe en bordure de Rocade et dispose d'un accès facile par la route comme par le tramway. Ensuite, l'île aux sports est un complexe sportif aménagé sur une île de l'Huisne. Il dispose de plusieurs terrains de football, d'une piste d'athlétisme, de court de tennis et d'une piste de roller. Le Canoë-Kayak Club du Mans y propose ses activités. Par ailleurs, le quartier comprend un club de football important pour la ville. Le CSSG (Club Sportif Sablons Gazonfier) joue en PH en ligue du Maine. Avec les rénovations immobilisant les quinconces des Jacobins, la traditionnelle fête du sport prit place en 2009 sur l'esplanade Newton, avec succès. Grâce à son expansion vers l'est, le quartier s'est rapproché des l'Arche de la nature et de son service de location de vélo.

#### Éducation et associations
Les Sablons comprennent 5 écoles maternelles, 4 écoles élémentaires et 2 collèges. Reconnu comme zone d'éducation prioritaire, l'académie de Nantes multiplie les interactions culturelles avec les enseignants, ainsi que les projets pédagogiques. En mars 2009, l'académie propose aux élèves des collèges et écoles primaires du quartier de faire fonctionner leur propre site internet présentant leurs recherches et leurs travaux de groupe. Le Centre d´Action Sociale de Pontlieue, le Conseil de quartier des Sablons et le centre culturel de l'Espal sont les principaux organisateurs des manifestations culturelles permettant l'ouverture aux personnes les plus enclavées. Ainsi, la grande action "Bouges ton quartier", s'est déroulée en 1999 et en 2000 avec le soutien du gouvernement, et fut une réussite. Chaque année depuis 1988 se déroule au début de l'été, la fête interculturelle des Sablons. Elle a fêté ses 20 ans en 2008 et a réuni plus de 50 associations du quartier.

## Le trésor des Sablons

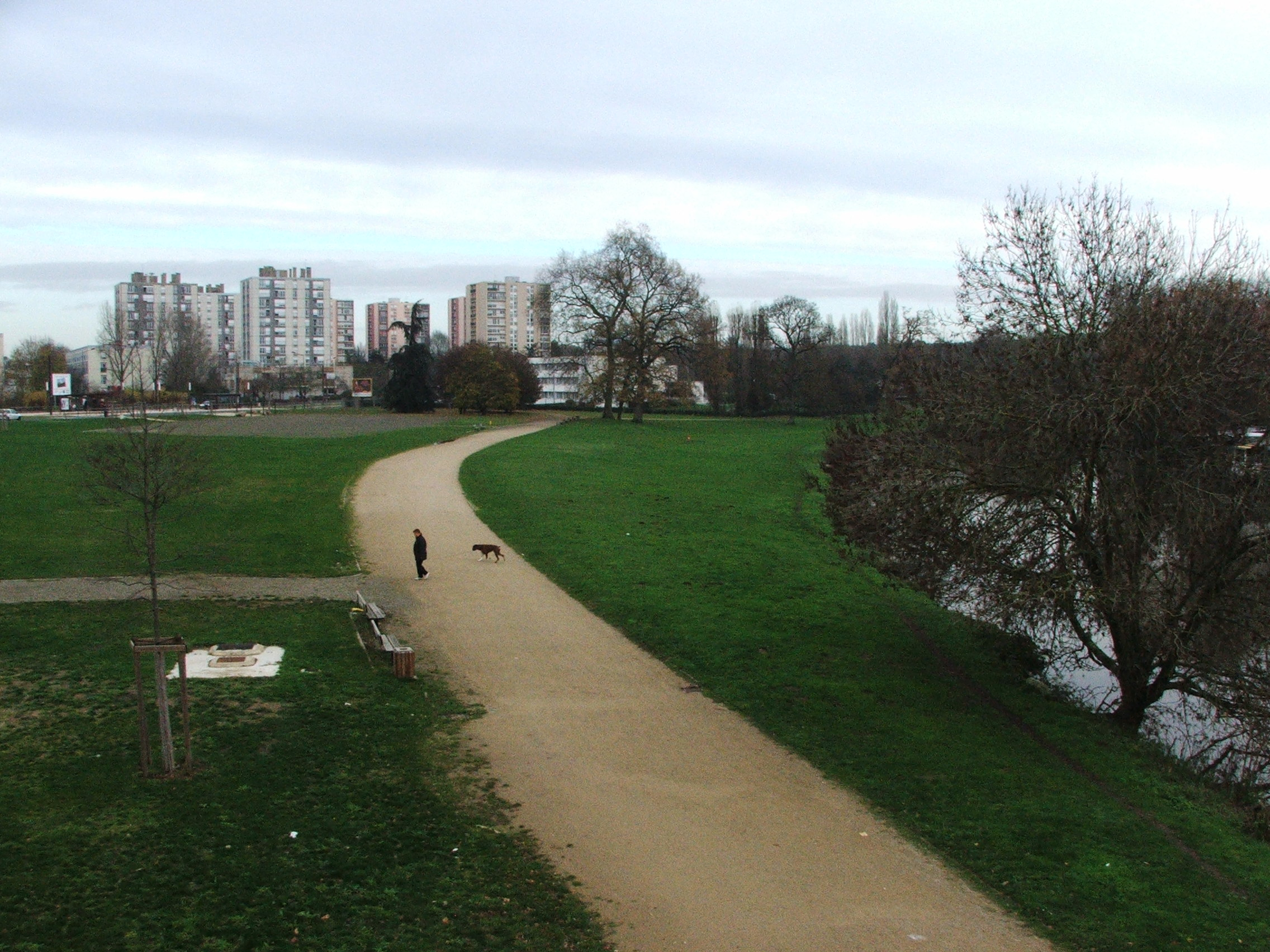
Les bords de l'Huisne aux Sablons, lieu de la découverte du trésor des Sablons en 1997

Le Trésor des Sablons est une découverte fortuite en 1997 d'un important ensemble de 152 statères gaulois en or datant du Ier siècle av. J.-C. et rattachés au peuple des Cénomans ou Aulerques Cénomans. Après partage avec les découvreurs, 85 des monnaies sont conservées au Carré Plantagenêt, Musée d'archéologie et d'histoire du Maine au Mans.

## Infrastructures

### Édifices ou installations diverses

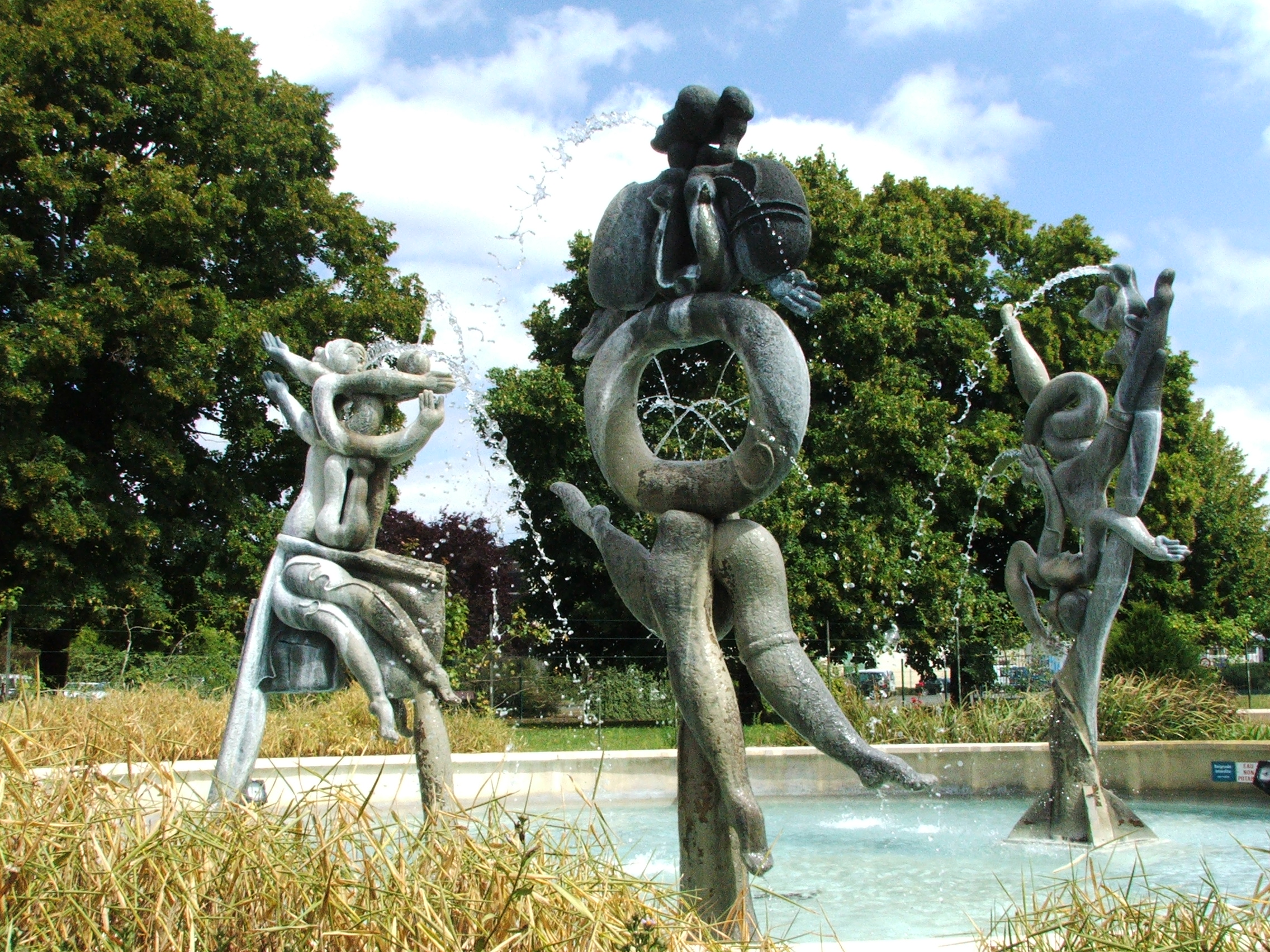
Les Danseuses, parc de la maison de l'eau

Le quartier est la porte sud-est de la ville du Mans. Il profite d'être à deux pas de la nature, d'où la présence presque intégrée au quartier de l'Arche de la nature. Cet espace vert est complété au nord par la promenade Newton. Celle-ci commence au nord du pont des vendéens, en bordure de l'Huisne, continue jusqu'au boulevard Winston Churchill, puis jusqu'à la maison de l'eau et l'Arche de la nature. En ce qui est du patrimoine, le quartier est proche de l'Abbaye de l'Epau, seul édifice ancien majeur pouvant être rapproché du quartier, bien que celui-ci soit situé sur la commune d'Yvré-l'Évêque.
Complexes culturels et sportifs :
- Théâtre de l'Espal

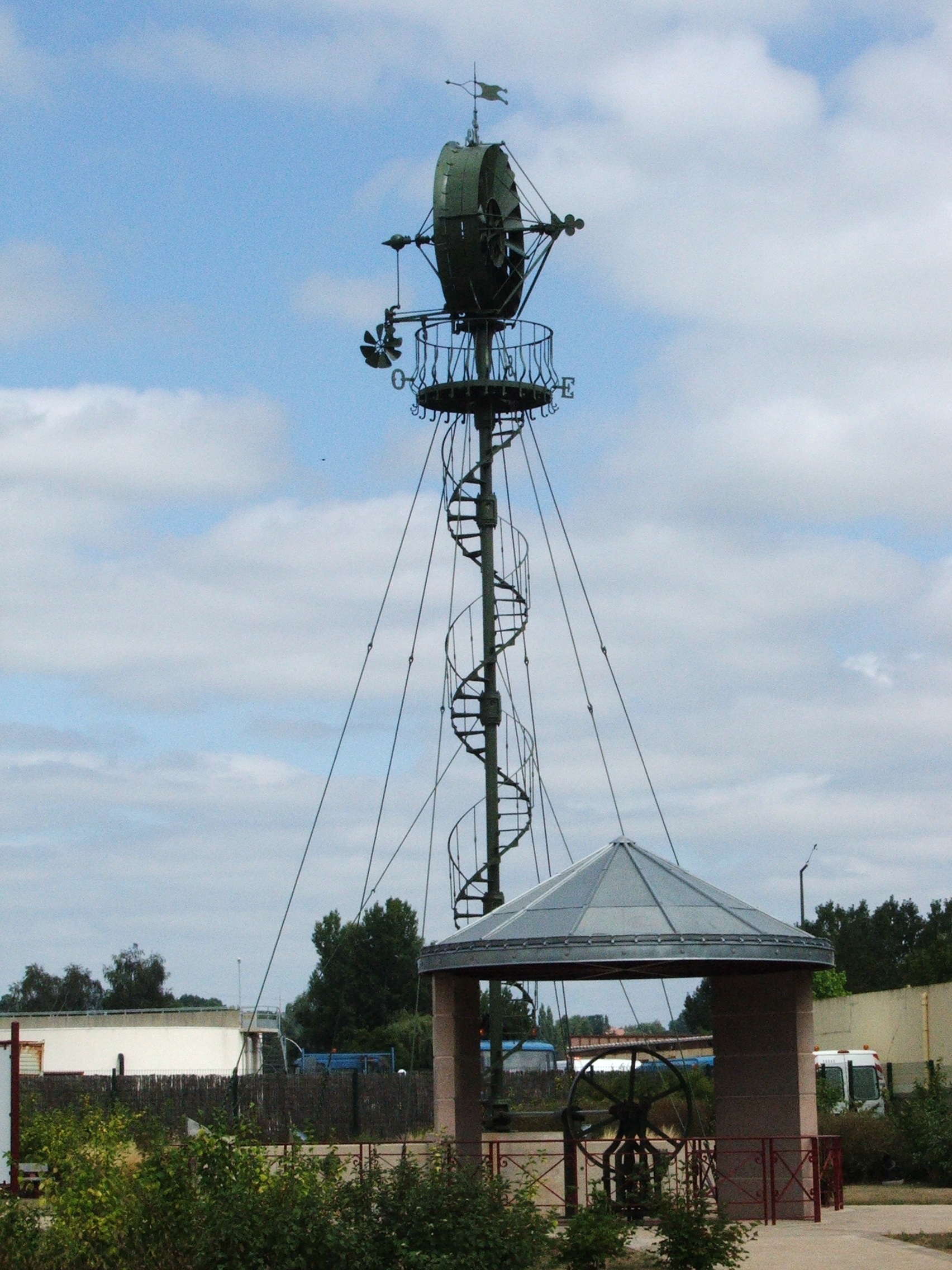
L'éolienne Bollée

- Complexe sportif de l'Île aux sports sur le lac du Mans
- Musée de la Maison de l'eau (ancienne usine hydraulique)
- Complexe nautique des Atlantides

Lieux de culte:
- Église Saint-Bernard
- Mosquée As-Sounna (partagée avec le quartier Jaurès)

Espaces verts :
- Parc de la maison de l'eau
- La promenade Newton
- L'Arche de la Nature (à cheval sur les communes de Changé et d'Yvré l'évêque)

Monuments divers :
- Éolienne Bollée des Sablons
- Statues-fontaines Les Danseuses de Claude Ribot